# Teucholabis walkeriana
Teucholabis walkeriana là một loài ruồi trong họ Limoniidae. Chúng phân bố ở miền Australasia.